# Liste der denkmalgeschützten Objekte in Žilina u Nového Strašecí
Grundlage dieser Liste der denkmalgeschützten Objekte in Žilina u Nového Strašecí ist die ÚSKP-Liste (Ústřední seznam kulturních památek České republiky, deutsch Zentrale Liste der Kulturdenkmäler der Tschechischen Republik), die von der tschechischen Denkmalschutzbehörde NPÚ (Národní památkový ústav, deutsch Nationale Denkmalbehörde) seit 1987 geführt wird und an die seit dem Jahr 1850 geschaffenen Listen anschließt.

## Denkmalgeschützte Objekte nach Ortsteilen
| Lage              | Objekt              | Beschreibung | ÚSKP-Nr.                 | Bild           |
| ----------------- | ------------------- | --- | ------------------------ | -------------- |
| Žilina (Standort) | Kirche Mariä Geburt | Einschiffiges Gebäude mit rechteckigem Grundriss und polygonalem, versetztem Chor. Die im Dreißigjährigen Krieg zerstörte Kirche wurde 1770 erbaut und ist ohne größere Umbauten erhalten geblieben. | 28590/2-674 Info Katalog | weitere Bilder |